# Globicova mapa frýdlantského panství
Globicova mapa frýdlantského panství je kartografické dílo vytvořené roku 1660 Samuelem Globicem z Bučina. Důvodem vzniku mapy byla potřeba získání úředních mapových podkladů frýdlantského panství spravovaného Matyášem z Gallasu při jeho dědickém dělení mezi dva Matyášovy syny, a sice Františka Ferdinanda Ignáce Matyáše a Antonína Pankráce Gallase. Roku 1803 proběhla na přání Kristiána Filipa Clam-Gallase aktualizace mapy. Spolu s ní prošlo dílo též uměleckou rekonstrukcí, která ovšem nebyla příliš zdařilá, takže roku 1936 proběhlo čištění mapy, retušování a lakování. Na existenci díla a jeho stav upozornil roku 1963 malíř a restaurátor Bohumil Knyttl (1903-1977). Poté se dílu dostalo i odborného ošetření. Mapa je vystavena na frýdlantském zámku. V podobě velkoplošných olejomaleb je mapa v tomto ztvárnění nejstarší dochovanou památkou tohoto typu v Česku.

## Podoba mapy
Mapa je olejomalbou vytvořenou na plátně s rozměry 135 × 180 centimetů. Její orientace je k jihu a byla vytvořena pohledovou metodou, při níž je krajina zobrazena pohledem z ptačí perspektivy. Ve spodní části mapy je německy psaný text: „Úplné vyobrazení a představení hraběcího gallasovského panství Frýdlant se všemi k němu náležejícími městy, vesnicemi, dvory, ovčiny, lesy, vodami jak byly v roce 1660, 4. října, panem Samuelem Globicem z Bučina vyměřeny a zakresleny. Obsah a obvod nahoře v jednom celku zakresleného pohoří činí 2820 zemských provazců, počítáno po 52 loktech to obnáší 146 640 pražských loktů, což v obecných německých mílích představuje velikost 11 mil, ale 8 mil cesty. Obsah nebo plocha obnáší na zemské provazce 121 203 zemských provazců, což činí 683 lánů“.

## Autor mapy
Autor díla Samuel Globic z Bučina se narodil roku 1618 v Praze a celý život se věnoval zeměměřictví a kartografii. Jeho mapy sloužily při řešení majetkoprávních sporů mezi majiteli panství či nemovitostí. Roku 1653 byl povýšen do rytířského stavu. Vedle mapy Frýdlantska zpracoval například i mapu Krkonoš (1668). Zemřel roku 1693 ve věku 75 let.